# Jordskælvet i Baluchistan 2013
 Ikke at forveksle med Jordskælvet i Sistan og Baluchistan 2013.
Jordskælvet i Baluchistan 2013 var et jordskælv, der fandt sted i udenfor byen Khuzdar i Baluchistanprovinsen i den sydvestlige del af Pakistan tirsdag den 24. september 2013 klokken 16.29, lokal tid. Det havde en styrke på 7,8 på richterskalaen og kunne mærkes i flere lande i det sydlige Asien, heriblandt i Indiens hovedstad, New Delhi. Pr. 27. september 2013 er der fundet 515 personer døde og pr. 25. september 2013 er der mindst 300 tilskadekomne.
I forbindelse med jordskælvet blev der skabt en ø (Zalzala Koh eller Zalzala Jazira, 'jordskælvsbjerget' eller 'jordskælvsøen') halvanden km fra sydkysten ved byen Gwadar. Øen måler 30x76 meter og har en højde på 18 meter.